# 福爾摩沙高速公路
中華民國國道三號（英語：National Highway No.3），又稱臺灣國道三號、福爾摩沙高速公路，簡稱國三、福高；又稱為第二高速公路（簡稱二高），是因為這條是臺灣第二條南北向的高速公路，所以形成此習慣。由於分為不同區段興建，因此過去民眾又常稱北二高、中二高、南二高等三大路段。全長431.5公里，為臺灣最長的高速公路，另有一條支線：國道三甲臺北聯絡線。於1987年由北二高路段開始動工，1993年開始分段通車，2004年1月11日完成全線通車。
臺灣國道三號的主要功能為分擔中山高速公路（一高）趨近飽和的車流量，並且具有平衡城鄉發展的功能，因此全線穿越的地區以臺灣西部中小型城鎮與鄉村地帶為主，以促進沿線地區的經濟發展，尤其於中部轉彎進入南投縣，使該縣得以與西部其他縣市以高速公路連接，但影響是彰化縣僅繞過北邊，不若其他西部縣市有兩條高速公路互相分擔車潮，使駕駛人經常使用彰化系統交流道轉換路線，因此中山高速公路彰化段每逢春節連假時份常是嚴重塞車路段。另外，福爾摩沙高速公路全線均沒有設置戰備跑道。
- 臺北近郊，橫越新店溪的北二高碧潭橋
- 南下接近霧峰系統交流道
- 臺灣國道三號臺南市官田區路段
- 位於臺南市關廟區大潭埤附近的臺灣國道三號（山區拍攝）
- 介於高雄市、屏東縣之間，橫越高屏溪的高屏溪斜張橋

## 簡介

### 設計
臺灣國道三號北起基金公路南至大鵬灣，主線長度431公里，幾何設計標準係以交通部於民國75年（1986年）頒布之「公路路線設計規範」為主，並參考美、日設計準則提高交通速度，除北部行經丘陵及山嶺區路段採時速90∼100公里設計速率外，其餘主線設計速率均以時速120公里為標準，整體路面以柔性路面為主，但剛性路面鋪築範圍已大幅增加，包括部分爬坡車道、收費站、部分隧道路面及服務區的重車停車場等。
- 車道數：雙向6車道（中和至鶯歌以及霧峰至中興為雙向8車道，九如至林邊及汐止系統交流道之主線路段為雙向4車道）。
- 隧道斷面積120～160平方公尺，新店隧道則為230平方公尺。
- 構造物比例：橋梁總長約36.5%（157.5 km）、隧道3.2%（13.7 km）。
- 徵收土地共4,854公頃。

## 路線

國道三號北部路段（北二高）

國道三號中部路段（中二高）

國道三號南部路段（南二高）

國道三號北起基隆市安樂區大武崙的基金交流道，與基隆港西岸聯外道路（臺二己線）直接銜接，南至屏東縣林邊鄉大鵬灣端（近東港鎮界），續接大鵬灣環灣道路，貫穿整個臺灣西部，是總長431.5公里（主線）的封閉式汽車專用道路系統。
國道三號自北開始南行，依序經過基隆市、新北市、臺北市、桃園市、新竹縣、新竹市、苗栗縣、臺中市、彰化縣、南投縣、雲林縣、嘉義縣、嘉義市、臺南市、高雄市、屏東縣。其中由於路段建設時的用地取得問題，在臺中市與彰化縣之間原本應該是南北走向的國道三號很例外地是呈現東西向的走向，自南部北上先經彰化縣芬園鄉，跨烏溪至臺中市霧峰區、烏日區之後，再向西行至彰化縣北部的彰化市，沿烏溪（俗稱大肚溪）西行至彰化縣和美鎮，轉個接近直角的大彎，跨越大肚溪進入臺中市海線地區。相對於中山高當初規劃是以串聯臺灣西岸主要大城市為目的，考量到平衡地區發展、土地取得的成本與避免都市附近短途通勤車流造成阻塞，國道三號的選線皆刻意避開部分人口稠密的都會區並經過許多原本低度開發的鄉村地帶。
國道三號從北部開始分別在汐止系統交流道（新北市汐止區）、新竹系統交流道（新竹縣寶山鄉）與彰化系統交流道（彰化縣彰化市）與國道一號（中山高速公路）交會，其中汐止到新竹的路段是行走較內陸的山區鄉鎮，新竹到彰化則是經由濱海地區，彰化以南的路段都是沿山區行走，直到南端的林邊為止都採取與中山高平行的路線；相對於原本中山高較為直線的規劃，國道三號因適應地形與避開人口已非常密集的市鎮，路線迂迴較明顯，沿途大量使用高架橋與隧道的方式穿越不平坦的地形，工程難度較國道一號提升許多，全程共有15個隧道，其中有9個是聚集在臺北盆地南邊的山區，沿線最長的隧道為1,875公尺長的木柵隧道。
除了主線外，國道三號在臺北南區設置用來連接台北市區的支線國道三甲（臺北聯絡線），在萬芳交流道與信義快速道路（又名臺北聯絡道信義支線，興建計畫編號：國道三乙）相接，而除了三個與中山高相交會的系統交流道外，兩條南北向的高速公路間還有新修築的十二條東西向快速公路與五條東西向高速公路互相連結，但這些東西向的高速與快速公路擁有各自的編號，並不屬於國道三號的一部份。
此外，2006年完工的北宜高速公路（國道五號）與國道三號在南港系統交流道相交，2009年完工的水沙連高速公路（國道六號）與國道三號在霧峰系統交流道相交。
目前已計畫將往南延伸至屏東楓港，以銜接南迴公路及連絡墾丁國家公園，可紓解恆春半島地區假日嚴重的車潮，也可解決南橫高計劃擱置的問題，礙於由原本的終點林邊開始修築延伸線將會有通過人口稠密地區、用地取得較為困難的問題，因此延伸起點初步決定由竹田、南州開始延伸，捨棄自目前的終點林邊起始的腹案。

## 歷史
自1978年國道一號通車後，臺灣私有車輛逐年提高，國道一號亦日漸飽和、開始交通堵塞，為此，臺灣區國道高速公路局（今交通部高速公路局）於1983年提出「北部都會區網路系統初步研究」，1984年辦理可行性研究與新北鶯歌段規劃。經可行性研究結果顯示，臺北都會區未來會出現沿西部麓山帶發展的新市鎮（如今日新北市汐止區、新店區、土城區、三峽區等等），因此北二高計畫循研究結果規劃路線，以達成改善路網、促進地區均衡發展等目標。北二高計畫路線自汐止系統交流道起，新竹系統交流道止，總長108公里（含北二高主線、桃園內環線及臺北聯絡線），沿線配置15座一般交流道、5座系統交流道、2處收費站及1個服務區，另計有24座隧道、226座橋樑。
1987年北二高開始動工，隔年年底第二高速公路後續計畫（下稱二高後續計畫）可行性研究報告出爐，高公局依據研究結果提出建設規劃，擬定下列五個路線：
- A案（濱海線）：中部路線經濱海鄉鎮（如大甲、清水、沙鹿、鹿港等等），於鹽水、義竹間轉往國道一號東側，續經善化、大樹、萬丹、東港，訖於林邊。另計畫6個環支線連接臺中市北側及東側、南投縣西部、臺南市及高雄市等地。
- B案（內陸線）：B案相對於A案，在新竹系統交會後往山區而行，經苗栗山區、臺中大坑山區、八卦台地東側後沿嘉南平原東側而行，白河以南路線與A案同。另計畫7個環支線連接竹南、彰濱產業園區、雲林縣西側、臺南市及高雄市等地。
- C案（濱海內陸線）：為AB兩案之綜合，以烏溪南岸連接，在和美以北採A案、霧峰以南採B案，並計畫5個環支線連接臺中大坑山區、雲林縣西側臺南市及高雄市等地。
- D案（濱海線比較）：與A案不同之處在於改由大肚溪南岸銜接南投縣西部，取消連接臺中縣（今台中市）東側之公路。
- E案（內陸線比較）：與B案不同之處在於南部路段改經玉井、旗山等地，屏東市以南路段與B線相同。

經專家學者評估後，認為C線於臺中都會區形成環狀系統，有助於改善周遭地區（臺中港、彰濱產業園區、豐原等地）交通，列為建議路線。
1989年7月，行政院核定二高後續計畫，路線採建議之C線，起於基隆、於汐止銜接北二高計畫路線、於新竹系統交流道續往南至林邊，總長約401公里（含二高後續計畫主線333公里、環支線68公里），沿線配置40座一般交流道、8座系統交流道、9處收費站、6個服務區及10座隧道，同時修訂臺中環狀系統，暫緩臺中東側大坑山區的國道興建。
1990年北部第二高速公路工程處、南宜快速公路工程籌備處合併為交通部臺灣區國道新建工程局（下稱國工局），接掌興築北二高及二高後續計畫，草屯以南路線修正計畫於1991年通過，中部路線因欲整合西濱快速公路較晚通過。
南二高屏東路段規劃線經過較為繁華的地帶，全長38公里。時任屏東縣縣長伍澤元基於開發外圍尚未繁榮的地區之目的，希望路線進入屏東後能以分流的方式，從屏東的兩側外圍繞過，全線長度增為76公里。當時在兩種不同理念的衝突之下，國工局並未接受伍澤元縣長的訴求。
經過數年的興築後，北二高於1993年至1997年間陸續分段通車，二高後續計畫主線亦於1998年起陸續通車，2004年1月11日全線通車後曾公開徵求命名，最後選定以台灣的別名福爾摩沙作為國道三號的正式名稱而成為福爾摩沙高速公路。
各路段詳細通車時間以及大事記如下：
- 1993年
  - 1月19日，土城交流道～三鶯交流道通車。
  - 7月12日，中和交流道～土城交流道、三鶯交流道～關西交流道通車。
  - 8月28日，關西交流道～新竹系統交流道通車。
- 1996年
  - 2月14日，新竹系統交流道～香山交流道通車。
  - 3月21日，汐止系統交流道～木柵交流道通車。
- 1997年8月24日，木柵交流道～中和交流道通車，北二高計畫路段全線通車，同日，連接國道二號的鶯歌系統交流道通車。
- 1999年12月30日，新化系統交流道～關廟交流道、燕巢系統交流道～九如交流道通車。
- 2000年
  - 1月27日，連接國道五號的南港系統交流道通車。
  - 1月31日，基金交流道～汐止系統交流道南下路段通車，同日，中和交流道連接台64線快速公路之匝道通車。
  - 2月2日，關廟交流道～燕巢系統交流道通車。
  - 8月1日，汐止系統交流道～基金交流道北上路段通車。
- 2001年
  - 11月27日，斗六交流道～新化系統交流道通車。
  - 12月27日，香山交流道～竹南交流道通車。
- 2002年
  - 2月6日，連接台78線快速公路的古坑系統交流道通車。
  - 5月4日，竹南交流道～後龍交流道通車。
  - 6月7日，草屯交流道～斗六交流道通車。
  - 10月11日，中港系統交流道～龍井交流道通車。
- 2003年
  - 1月17日，後龍交流道～中港系統交流道、快官交流道～草屯交流道通車。
  - 4月，中和交流道～土城交流道速限調高為100公里，土城交流道以南速限調高為110公里。
  - 7月7日，大山交流道通車
  - 9月30日，九如交流道～麟洛交流道通車。
- 2004年
  - 1月10日，麟洛交流道～林邊交流道通車。
  - 1月11日，龍井交流道～快官交流道通車，中二高後續計畫主線全線通車。
  - 1月16日，寶山交流道、茄苳交流道通車。
  - 11月10日，連接台62線快速公路的瑪東系統交流道通車。
- 2005年4月29日，連接台76線快速公路的中興系統交流道通車。
- 2006年
  - 2月10日，實施電子收費（ETC）
  - 5月31日，原林邊端（現為林邊交流道）延伸至大鵬灣國家風景區道路完工。
- 2007年3月26日，林內段紫斑蝶生物廊道啟用，並實施為期11天（至4月5日）的交通管制，每天早上9點到12點封閉林內段北上外側車道。
- 2008年
  - 2月25日，林邊交流道～大鵬灣端延伸線通車，至大鵬灣國家風景區道路完工。
  - 12月27日，連接國道六號的霧峰系統交流道通車。
- 2010年4月25日下午2點29分左右，南下3.1公里到北上2.8公里處邊坡發生走山意外[12]，連帶擠垮橫跨國道上方的大埔橋，崩落的土石掩埋了南北雙向六車道，寬約60多公尺、長約兩百多公尺的路段，造成4人死亡[13]，使得汐止系統─基金雙向車道全面封閉，後於6月1日恢復通車。
- 2011年
  - 10月22日，連接台65線快速公路的土城交流道通車。
  - 12月31日，霧峰交流道連接台74線快速公路之匝道通車。
- 2013年
  - 4月10日，南港交流道北向入口匝道通車。
  - 5月30日，南港交流道南向出口匝道通車。
  - 12月30日：實施國道全線電子計程收費（eTag）。
- 2014年
  - 3月25日，南投交流道通車。
  - 7月19日，柳營交流道通車。
- 2015年
  - 4月2日，三鶯交流道增設北上出口通車。
  - 11月8日，樹林交流道北上入口通車。
- 2016年
  - 4月25日，古坑交流道通車。
  - 5月2日，南雲交流道往竹山方向通車。
- 2017年1月5日，樹林交流道南下出口通車。
- 2018年10月31日，屏東交流道通車。
- 2020年4月30日，田寮3號高架橋及中寮隧道長期改善工程完工。
- 2021年6月29日，高原交流道通車。
- 2023年6月30日，台66線快速公路銜接大溪交流道北上入口匝道通車。
- 2024年10月14日，大溪交流道南下銜接台66線快速公路出口匝道通車。

## 設施

### 隧道
| 名稱       | 長度      | 長度      | 竣工日期                          | 備註           |
| 名稱       | 南下      | 北上      | 竣工日期                          | 備註           |
| ---------- | --------- | --------- | --------------------------------- | -------------- |
| 基隆隧道   | 1,255公尺 | 1,278公尺 | 2000年                            |                |
| 七堵隧道   | 530公尺   | 555公尺   | 2000年                            |                |
| 汐止隧道   | 666公尺   | 643公尺   | 2000年                            |                |
| 福德隧道   | 1,726公尺 | 1,726公尺 | 1995年                            |                |
| 木柵隧道   | 1,848公尺 | 1,875公尺 | 1997年                            | 全線最長之隧道 |
| 景美隧道   | 564公尺   | 573公尺   | 1997年                            |                |
| 新店隧道   | 1,185公尺 | 1,222公尺 | 1997年                            |                |
| 碧潭隧道   | 521公尺   | 503公尺   | 1996年                            |                |
| 安坑隧道   | 466公尺   | 398公尺   | 1997年                            |                |
| 中和隧道   | 872公尺   | 831公尺   | 1997年                            |                |
| 埔頂I隧道  | 527公尺   | 554公尺   | 1993年                            | 假隧道         |
| 埔頂II隧道 | 336公尺   | 331公尺   | 1993年                            | 假隧道         |
| 大林假隧道 | 154公尺   | 154公尺   | 2001年                            | 假隧道         |
| 蘭潭隧道   | 1,255公尺 | 1,212公尺 | 2001年                            |                |
| 中寮隧道   | 1,753公尺 | 1,753公尺 | 1999年 2020年拆除北端部分拱頂完工 |                |

### 服務區與休息站
| 名稱       | 里程 | 位置         | 營運商                 | 備註                               |
| ---------- | ---- | ------------ | ---------------------- | ---------------------------------- |
| 木柵休息站 | 25K  | 臺北市文山區 | 不適用                 | 僅北上設置                         |
| 關西服務區 | 76K  | 新竹縣關西鎮 | 新東陽股份有限公司     |                                    |
| 寶山休息站 | 96K  | 新竹縣寶山鄉 | 不適用                 | 僅南下設置                         |
| 西湖服務區 | 134K | 苗栗縣西湖鄉 | 新東陽股份有限公司     | 設置北出南入小型車通道通往西湖     |
| 清水服務區 | 172K | 臺中市清水區 | 新東陽股份有限公司     |                                    |
| 南投服務區 | 231K | 南投縣南投市 | 新東陽股份有限公司     | 設置出口通道銜接永平路通往中寮     |
| 古坑服務區 | 276K | 雲林縣古坑鄉 | 南仁湖育樂股份有限公司 |                                    |
| 東山服務區 | 319K | 臺南市東山區 | 統一超商股份有限公司   | 設置雙向小型車通道通往東山         |
| 新化休息站 | 350K | 臺南市新化區 | 不適用                 |                                    |
| 關廟服務區 | 363K | 臺南市龍崎區 | 統一超商股份有限公司   | 設置出口通道通往關廟深坑、龜洞地區 |

### 地磅站[14]
| 名稱       | 里程 | 位置         | 動態地磅 | 備註       |
| ---------- | ---- | ------------ | -------- | ---------- |
| 七堵地磅站 | 5K   | 基隆市七堵區 |          | 僅南下設置 |
| 樹林地磅站 | 46K  | 新北市樹林區 | 雙向     |            |
| 龍潭地磅站 | 72K  | 桃園市龍潭區 |          |            |
| 後龍地磅站 | 122K | 苗栗縣後龍鎮 | 北向     |            |
| 大甲地磅站 | 158K | 臺中市大甲區 |          |            |
| 名間地磅站 | 234K | 南投縣名間鄉 |          |            |
| 古坑地磅站 | 273K | 雲林縣古坑鄉 |          |            |
| 白河地磅站 | 313K | 臺南市白河區 |          |            |
| 善化地磅站 | 342K | 臺南市善化區 |          |            |
| 田寮地磅站 | 373K | 高雄市田寮區 | 北向     |            |
| 竹田地磅站 | 411K | 屏東縣竹田鄉 |          |            |

## 車道數及速限
國道三號的道路設計為時速120公里之高速公路，而交通規範之速度限制設定以時速110公里為速限，整體比國道一號（中山高速公路）的時速100公里的速限高。
| 路段                       | 車道數 | 車道數 | 車道數 | 速限（km/h） | 速限（km/h） |
| 路段                       | 南下   | 北上   | 雙向   | 南下         | 北上         |
| -------------------------- | ------ | ------ | ------ | ------------ | ------------ |
| 基金交流道～汐止系統交流道 | 3      | 3      | 6      |              |              |
| 汐止系統交流道主線         | 2      | 2      | 4      |              |              |
| 汐止系統交流道～中和交流道 | 3      | 3      | 6      |              |              |
| 中和交流道～土城交流道     | 4      | 4      | 8      |              |              |
| 土城交流道～大溪交流道     | 4      | 4      | 8      |              |              |
| 大溪交流道～霧峰交流道     | 3      | 3      | 6      |              |              |
| 霧峰交流道～霧峰系統交流道 | 5      | 5      | 10     |              |              |
| 霧峰系統交流道～中興交流道 | 4      | 4      | 8      |              |              |
| 中興交流道～名間地磅站     | 3      | 3      | 6      |              |              |
| 名間地磅站～名間交流道     | 4      | 3      | 7      |              |              |
| 名間交流道～九如交流道     | 3      | 3      | 6      |              |              |
| 九如交流道～林邊交流道     | 2      | 2      | 4      |              |              |
| 林邊交流道～大鵬灣端       | 2      | 2      | 4      |              |              |

## 車種限制
- 國道高速公路局尚未公告開放排氣量逾550c.c.大型重型機車行駛，目前國道3號全線禁止排氣量逾550c.c.大型重型機車行駛，可改道行駛台61線、台1線、台3線。

## 後續工程
（由北至南排列）
- 金城交流道：銜接新北市土城區金城路、明德路，改善土城交流道塞車問題。[15]
- 八德交流道：改善大溪交流道交通狀況，增設聯絡道出入八德區豐德路與大溪區大鶯路。[16]
- 林內交流道：銜接縣道141號（彰雲路），方便彰化縣二水鄉、南投縣竹山鎮與雲林縣林內鄉三地區的居民上下高速公路。[17]
- 目前已計畫將往南延伸至屏東楓港，以銜接臺9線及提升恆春半島聯外交通，也有可能改由屏南快速公路延伸屏東楓港。

## 相關資訊
- 收費方式：採用計程收費方式計費，每日每車前20公里免費，20公里至200公里間採用每公里1.2元計費，200公里以後採用每公里0.9元計費，如遇特殊節日（如春節等連續假日）則採取不同費率計費。
- 興建單位：交通部高速公路局
- 維護單位：交通部高速公路局
- 管理單位：內政部警政署國道公路警察局

## 外部連結
- OpenStreetMap上有關福爾摩沙高速公路的地理
- 國道高速公路局 （页面存档备份，存于）
  - 國道三號設施里程表 （页面存档备份，存于）
  - 歷年日交通量統計資料：2013年 （页面存档备份，存于）、2012年 （页面存档备份，存于）、2011年11月 （页面存档备份，存于）、2011年5月 （页面存档备份，存于）